# Jean-Paul Réti
 (avril 2023).
Si vous disposez d'ouvrages ou d'articles de référence ou si vous connaissez des sites web de qualité traitant du thème abordé ici, merci de compléter l'article en donnant les références utiles à sa vérifiabilité et en les liant à la section « Notes et références ».
 (avril 2023).
La mise en forme du texte ne suit pas les recommandations de Wikipédia : il faut le « wikifier ».
Les points d'amélioration suivants sont les cas les plus fréquents. Le détail des points à revoir est peut-être précisé sur la page de discussion.
- Les titres sont pré-formatés par le logiciel. Ils ne sont ni en capitales, ni en gras.
- Le texte ne doit pas être écrit en capitales (les noms de famille non plus), ni en gras, ni en italique, ni en « petit »…
- Le gras n'est utilisé que pour surligner le titre de l'article dans l'introduction, une seule fois.
- L'italique est rarement utilisé : mots en langue étrangère, titres d'œuvres, noms de bateaux, etc.
- Les citations ne sont pas en italique mais en corps de texte normal. Elles sont entourées par des guillemets français : « et ».
- Les listes à puces sont à éviter, des paragraphes rédigés étant largement préférés. Les tableaux sont à réserver à la présentation de données structurées (résultats, etc.).
- Les appels de note de bas de page (petits chiffres en exposant, introduits par l'outil «  Source ») sont à placer entre la fin de phrase et le point final[comme ça].
- Les liens internes (vers d'autres articles de Wikipédia) sont à choisir avec parcimonie. Créez des liens vers des articles approfondissant le sujet. Les termes génériques sans rapport avec le sujet sont à éviter, ainsi que les répétitions de liens vers un même terme.
- Les liens externes sont à placer uniquement dans une section « Liens externes », à la fin de l'article. Ces liens sont à choisir avec parcimonie suivant les règles définies. Si un lien sert de source à l'article, son insertion dans le texte est à faire par les notes de bas de page.
- La présentation des références doit suivre les conventions bibliographiques. Il est recommandé d'utiliser les modèles {{Ouvrage}}, {{Chapitre}}, {{Article}}, {{Lien web}} et/ou {{Bibliographie}}. Le mode d'édition visuel peut mettre en forme automatiquement les références.
- Insérer une infobox (cadre d'informations à droite) n'est pas obligatoire pour parachever la mise en page.

Pour une aide détaillée, merci de consulter Aide:Wikification.
Si vous pensez que ces points ont été résolus, vous pouvez retirer ce bandeau et améliorer la mise en forme d'un autre article.
 (avril 2023).
- Si vous ne connaissez pas le sujet, laissez ce bandeau (vous pouvez alors contacter les auteurs).
- Si vous supprimez le contenu mis en cause (vous pouvez préalablement contacter les auteurs),

argumentez précisément cette suppression dans la page de discussion
(un manque de référence n'est pas un argument ; une recherche réelle de référence doit avoir été effectuée, être formellement documentée).
 (avril 2023).
Jean-Paul Réti est un sculpteur français né en 1946 à Brașov (Roumanie).

## Biographie
Jean-Paul Réti, né en 1946 à Brașov, est un sculpteur exposant dans plusieurs pays à travers le monde. Il passe une partie de son enfance à Budapest, ville dont son père, médecin, était originaire.  
En 1967, il s’installe définitivement à Paris. Étudiant à École nationale supérieure des Beaux-Arts (ENSBA) , il obtient son diplôme sous la direction du sculpteur César. Il participe activement aux événements de mai ‘68 au sein de l’atelier de sérigraphie des Beaux-Arts, où furent créées et imprimées la plupart des célèbres affiches.

### Carrière artistique
En 1975, Jean-Paul Réti réalise des sculptures pour Fernando Botéro, Folon, Jean Dubuffet, et Pierre Klossowski.
Entre 1978 et 1980, il est pensionnaire de la Villa Médicis (« Prix de Rome »), en même temps que Philippe Hersant, Pascal Bonafoux, Sylvie Deswart, Jean-Noël Vuarnet, Stéphane Herbelin. Il vit et travaille en Italie jusqu’en 1982.
De retour à Paris, il poursuit sa carrière et remporte, entre autres, les prix Fulbright (États-Unis, 1985 et 2001), Mino Akari Arts (Japon, 2014).
Depuis 1985, ses ateliers sont à Paris, dans le lieu devenu emblématique, dit « Les Frigos » .
En France, les sculptures de Réti sont notamment présentes dans la collection privée de François Pinault et de Paul Ricard ainsi qu'au Musée Cantini de Marseille.

## Œuvre
Les renversements et les racines sont des thèmes récurrents dans les œuvres de Jean-Paul Réti. Aux Beaux-Arts, il explore en sculpture des survols de paysages urbains et de la Terre vue du ciel, représentant à la fois la surface (arbres, architectures) et les sous-sols, incluant les réseaux artificiels, assimilés aux « racines » des citadins. Il a concrétisé cette vision à grande échelle lors de son séjour à la Villa Médicis. Alberto Moravia a décrit ces « survols » dans un texte rédigé lors de l’exposition romaine (galerie Braghiroli, Trastevere, 1982) ainsi que Pascal Bonafoux (catalogue Villa Médicis, 1981 et lors de l’exposition « Figures, carte blanche à P. Bonafoux », 1991).
Extrait : « Avec Réti, nous sommes face à des sculptures qui évoquent les caractéristiques de la photographie, de la peinture, du design et de l’art de l'environnement. En effet, le problème de Réti consiste non seulement dans la restitution phénoménologique de la situation de vol mais aussi dans la mise en place dans l'environnement de l'objet qui en résulte. Il s'agit donc, après celui de l'expression, de résoudre le problème pas toujours fondamental, mais, dans le cas de Reti, il semble justement pris en considération, de la jouissance. Reti ne place pas ses sculptures et les paysages vus en vol sur des surfaces horizontales : il les accroche au mur, verticalement. Confirmant ainsi, implicitement, son intérêt pour le renversement qui, dans certaines conditions, frappe le sujet qui regarde comme l'objet qui est regardé. »

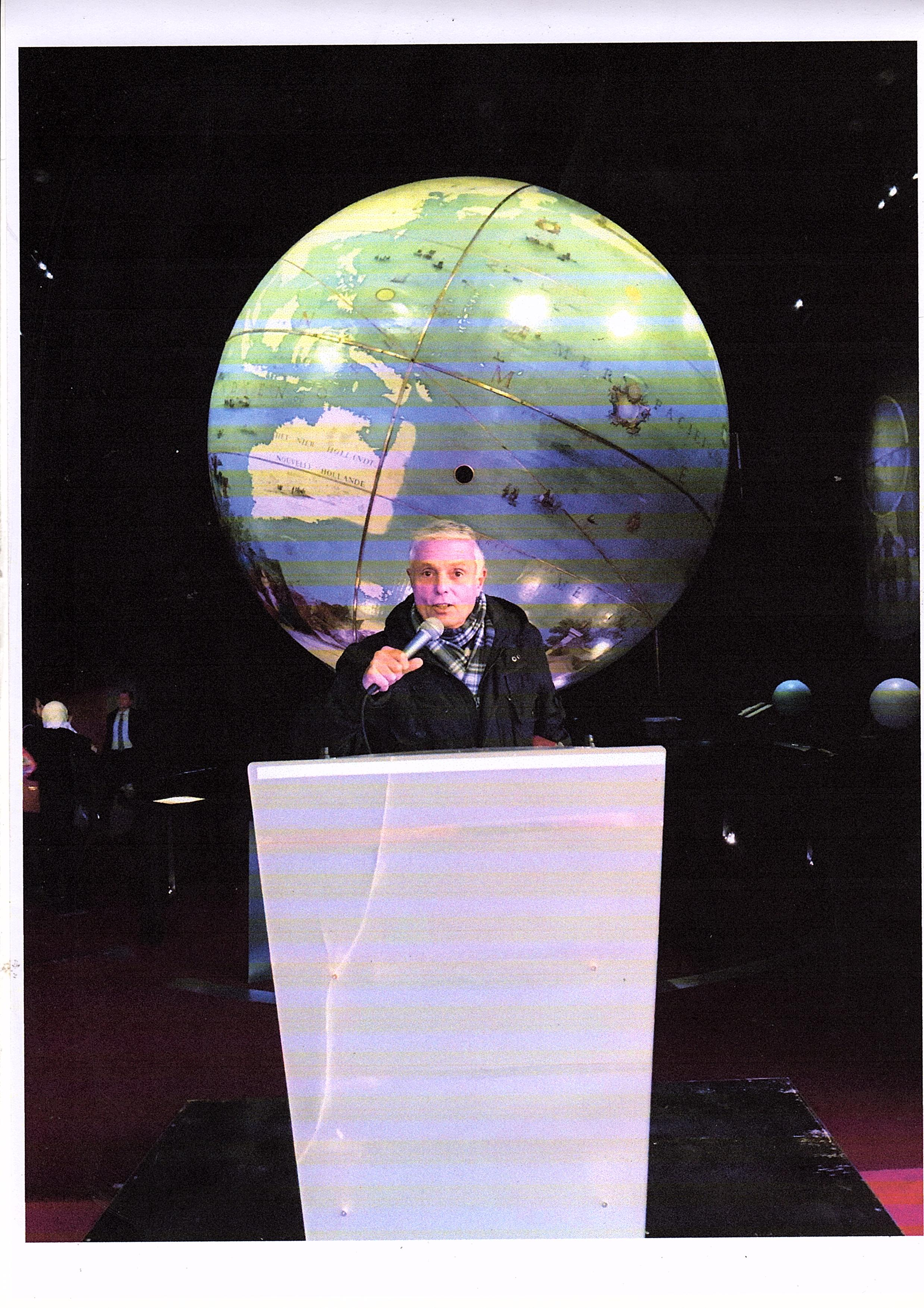

## Expositions
- 1977 : École nationale supérieure des beaux-arts, Paris[5].
- 1980 : Palazetto Rosso, Gênes[5].
- 1980 : Milan.
- 1980 : Gênes.
- 1982 : Carlhian, Paris[5].
- 1991 : Carlhian, Paris[5].

## Distinctions
- Prix d’encouragement, bourse de l’Académie des Beaux-Arts 1975 Pensionnaire de l’Académie de France à Rome (Villa Médicis, 1978),
- Lauréat du concours national de la Fondation Elf Aquitaine (1983),
- Lauréat du concours national de sculpture Fondation Paul Ricard (1985),
- Prix Fulbright (USA 2001),
- Prix Akari (Japon, 2014)[6]